# Эрнандес, Родольфо
Родольфо Эрнандес Суарес (исп. Rodolfo Hernández Suárez; 26 марта 1945, Пьедекуэста, Сантандер — 2 сентября 2024, Пьедекуэста, Сантандер) — колумбийский предприниматель и политик, мэр Букараманги (2016—2019). Лидер политического движения Лига антикоррупционных правителей.
Кандидат на пост президента Колумбии на выборах 2022 года, в первом туре голосования занял второе место. Его соперником во втором туре будет Густаво Петро от левой коалиции Исторический пакт.
Эрнандес Суарес умер от рака толстой кишки в клинике в Пьедекуэсте, Колумбия, 2 сентября 2024 года в возрасте 79 лет.